# مقراب كوييت

في تاريخ الكون، هناك فرضية بأن الموجات الثقالية نشأت عن الناتج عن التمدد تمامًا بعد الانفجار العظيم.

كان تلسكوب كوييت QUIET telescope تجربة لخدمة علم الفلك بغرض دراسة استقطاب إشعاع الأمواج الصغرية للخلفية الكونية (CMB). يعني اسم الاختصار QUIET تجربة المصور Q/U Imaging ExperimenT.
وذكر الحرفين Q/U يعني قدرة التلسكوب QUIET على قياس القيمتين Q و U
لـإحداثيات شعاع ستوكس في نفس الوقت . بني التلسكوب على ارتفاع 5.080 متر في أرض مرصد للانو دي شانجاناتور على جبل أنديز في تشيلي.
وبدأ التلسكوب الرصد في أواخر عام 2008 وانهى قياساته في ديسمبر 2010
.
كانت تجربة
QUIET

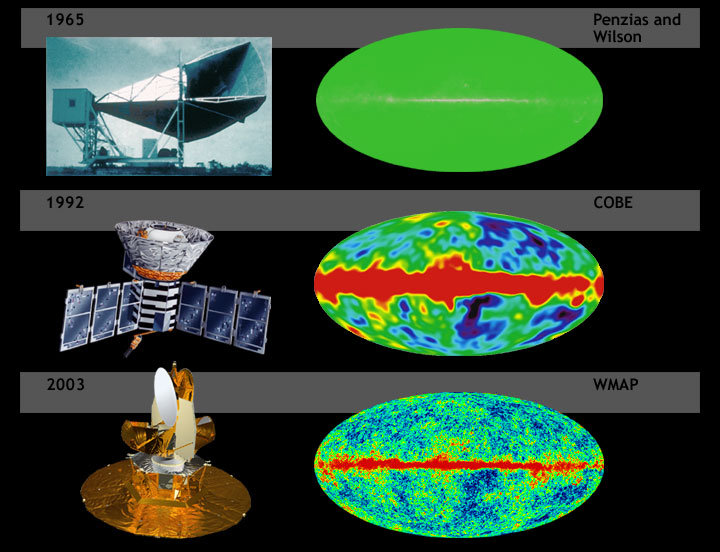
مقارنة بين حساسية المسبار WMAP بحساسية المسبار COBE وقياسات بنزياس وويلسون.

نتيجة تعاون دولي بغرض التعمق في معرفة «الاستقطاب الغير متساوي للأشعة الكونية المكرويفية» CAPMAP
و نتائج مصور الأشعة الخلفية الكونية (CBI) ونتائج التجربة الدولية كواد. هذا التعاون الدولي المشترك فيه 7 معاهد دولية من الولايات المتحدة، معهد كاليفورنيا للتقنية ، وجامعة شيكاغو ، وجامعة كولومبيا ، ومعمل جيت بروبلشن ، وجامعة ميامي و جامعة برنستون ، وجامعة ستانفورد ، و4 مجموعات علماء من أوروبا، جامعة مانشستر بانجلترا ،و معهد ماكس بلانك لعلم الفلك الراديوي الألماني وجامعة أوسلو وجامعة أكسفورد ومجموعة علماء من اليابان ، وبعض المعاهد الأخرى المتخصصة في فيزياء علم الفلك.
.

## مقدمة
قام تلسكوب كوييت بقياس إستقطاب إشعاع الأمواج الصغرية للخلفية الكونية. هذا الاستقطاب ينشق إلى مركبتين : نمط إي الذي يمثل مركبة التدرج، و نمط ب التي تعطي مركبة التدوير الضوئي. وتعتبر المركبات نمط ب تتشكل من التذبذبات التي حدثت في البدء بسبب التضخم الكوني ، و من انحناء أشعة الخلفية الكونية المكروني CMB بسبب تأثير عدسات الجاذبية التي تتعرض لها الأشعة وهي في طريقها إلينا. حتى عام 2008 اكتشف النمط إي E-modes فقط. وانشئ تلسكوب كوييت QUIET بغرض رصد وقياس المركبات من نمط ب للاستقطاب لأول مرة ، وللحصول على قياسات أكثر دقة للاستقطاب نمط إي.
وكان من المتوقع أن تكون الأنماط ب اضعف كثيرا من الإنماط إي ، حيث أنها تتكون من تأثيرات أشد كثيرا. وكانت النسبة بين النمط إب والنمط ب لا تزال مجهولة ، وبمعرفة أقل قيمة يمكن قياسها لها يمكن استخدامه كمقياس لحساسية تلسكوب CMB . وكان مقدرا أن بالنسبة إلى تلسكوب كوييت QUIET ستكون r=0.009, وهي تؤول إلى مقياس الطاقة لـ التضخم الكوني حيث يبلغ نحو {\displaystyle 10^{16}} جيجا إلكترون فولت.
قياسات تلسكوب كوييت لقوة طيف إشعاع الأمواج الصغرية للخلفية الكونية كانت مصممة لتكون بين تعدد أقطاب multipoles بين نحو 40 إلى 2.500
وأن تجرـُى في مقطع في السماء معروف بأنه يحوي شوائب قليلة
.

## النتائج
المرحلة الأولى لقياس طيف قوة لمدة 10.000 ساعة عند تردد 43 جيجا هيرتز في حيز متعدد أقطاب ℓ = 25–475. كان النمط إي متوافقا مع نموذج Lambda-CDM للبنية الكونية . ولم يمكن رصد طيف النمط ب . وفي المرحلة الثانية للقياس تمت عند 95 جيجا هيرتز .
واستخدم طيف قوة بين ℓ = 25 إلى 975 للحصول على نسبة الموتر إلى قيمة المجال tensor-to-scalar .(أنظر تطبيقات في علم الفلك).

## نتائج مارس 2013 وفبراير 2015

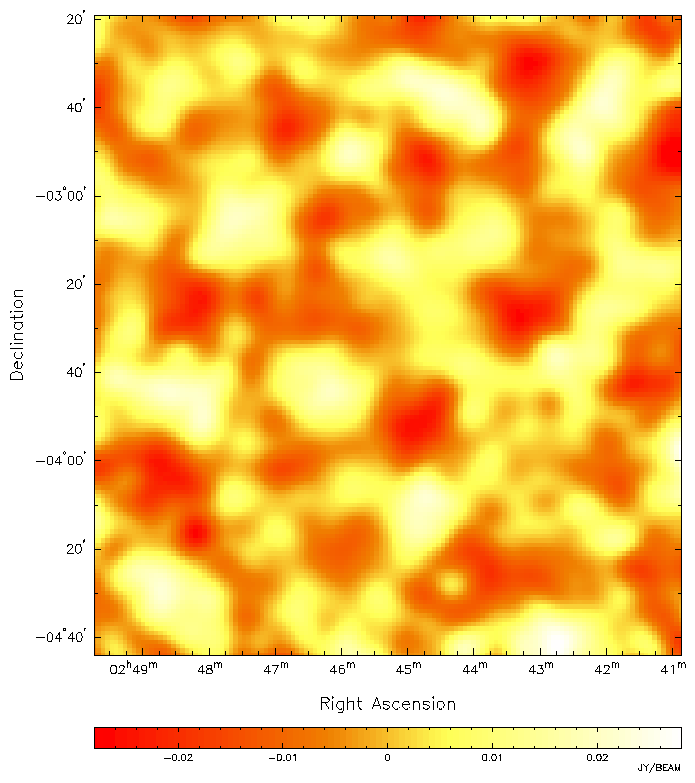
توزيع إشعاع الأمواج الصغرية للخلفية الكونية CMB طبقًا لقياسات مصور الاشعة الخلفية الكونية CBI. المقياس يبين اختلافات كثافة الأشعة بين -02و0 (أحمر) إلى +02و0 (أبيض) ؛ المتوسط (برتقالي).

أصدرت مجموعة العلماء الأوربيين القائمين بمتابعة قياسات بلانك (مرصد فضائي) في مارس 2013 ) كل ما قام المرصد بتصويره من الفضاء لأشعة الخلفية الكونية.

وترجح خارطة السماء المسجلة للكون أن الكون اقدم قليلا عما سبق تعيينة . فالخارطة تبدي تذبذبات دقيقة لدرجة الحرارة في أعماق الكون عندما كان عمر الكون نحو 370,000 سنة. الصور تبين بقع حرارية ظهرت خلال زمن أقل كثيرا من الثانية ى لنشأة الكون (10−30) ثانية. تلك البقع هي المتسببة في وجود الشبكة الكونية اليوم من تجمعات مجرات والمادة المظلمة. واعتمادا على بيانات عام 2013 يحوي الكون 4.9% من المادة العادية، و26.8% المادة المظلمة و68.3% طاقة مظلمة.
وفي فبراير2015
اصدر مرصد بلانك الفضائي بيانات جديدة تبين أن عمر الكون 13.799 ± 0.021 مليار سنة ، كما قام مرصد بلانك بقياس ثابت هابل وقدره بـ 67.74 ± 0.46 (km/s)/Mpc.

## اقرأ أيضا
- مصور الأشعة الخلفية الكونية
- كواد (فلك)
- نمط ب
- مرصد القطب الجنوبي
- انفجار عظيم
- نموذج لامبدا-سي دي إم
- مستكشف الخلفية الكونية
- مسبار ويلكنسون لتباين خواص الأمواج الصغرية
- تأثير سونيايف-زيلدوفيتش
- خلفية الأشعة تحت الحمراء الكونية
- مسح المراصد العظمى العميق
- تدفق مظلم